# La Rue de la chance
Pour plus de détails, voir Fiche technique et Distribution.
La Rue de la chance (titre original : Street of Chance) est un film américain réalisé par John Cromwell, sorti en 1930.

## Synopsis
John Marsden est un joueur invétéré à New York, mais sa femme est consternée par son obsession du jeu, et menace de le quitter s'il ne renonce pas à sa passion pour quitter la ville avec elle.

## Fiche technique
- Titre original : Street of Chance
- Titre français : La Rue de la chance
- Réalisation : John Cromwell
- Scénario : Lenore J. Coffee, Howard Estabrook d'après Oliver H.P. Garrett
- Photographie : Charles Lang
- Montage : Otho Lovering
- Musique : John Leipold (non crédité)
- Producteur : David O. Selznick
- Société de production : Paramount Pictures
- Lieu de tournage : Paramount Studios - 5555 Melrose Avenue, Hollywood
- Pays de production :  États-Unis
- Format : Noir et blanc — 35 mm — 1,20:1 — Son : Mono
- Genre : Film dramatique, Film policier, Film romantique
- Durée : 75 minutes (1 h 15)
- Dates de sortie : 
  - États-Unis : 26 janvier 1930 (Lincoln, Nebraska)
  - États-Unis : 3 février 1930 (New York City, New York)
  - États-Unis : 8 février 1930 (sortie nationale)
  - Australie : 14 juin 1930
  - France : 20 mars 1931

## Distribution
- William Powell : John D. Marsden
- Jean Arthur : Judith Marsden
- Kay Francis : Alma Marsden
- Regis Toomey : 'Babe' Marsden
- Stanley Fields : Dorgan
- Brooks Benedict : Al Mastick
- Betty Francisco : Mrs. Mastick
- John Risso : Tony
- Joan Standing : Miss Abrams
- Maurice Black : Nick
- Irving Bacon : Harry

## Récompenses et distinctions

### Nominations
- Nomination pour l'Oscar du meilleur scénario adapté pour Howard Estabrook

## À noter
La Rue de la chance a fait l'objet d'un remake en 1937 sous le titre Her Husband Lies par Edward Ludwig.